# Egesippo (oratore)
Egesippo del demo di Sunio (390 a.C. circa – Atene, 325 a.C. circa) è stato un politico e oratore ateniese.

## Biografia
Le prime notizie su di lui (detto anche Egesippo Crobilo) riguardano il suo ruolo di accusatore di Callistrato e Cabria nel 365 a.C.
Fu alleato di Demostene nel sostenere una politica ateniese che si opponesse a Filippo II di Macedonia anche alleandosi con i Peloponnesiaci. 
Nel 343 a.C. guidò un'ambasceria in Macedonia e nel 342 a.C. fu inviato nel Peloponneso per procurare alleati ad Atene.
L'orazione De Halonneso, pervenuta nel corpus demostenico, è generalmente ritenuta sua. 